# Pop! OS
Pop!_OS è una distribuzione Linux libera, basata su Ubuntu, con un ambiente grafico personalizzato basato su GNOME di nome COSMIC e sviluppata da System76.
È pensata principalmente per essere venduta insieme ai computer di System76, ma può anche essere scaricata e installata liberamente. Dalla versione 21.10 è stato aggiunto il supporto all'architettura ARM64, in particolare ai computer Raspberry Pi.

## Caratteristiche
È considerata una distribuzione semplice da predisporre per i videogiochi, principalmente grazie al suo supporto pronto all'uso alle schede video di AMD ed NVIDIA.
Durante l'installazione è possibile criptare il contenuto del disco di memoria con un singolo click e rendere possibile l'accesso ai dati in esso contenuti solo tramite una password. In questo modo, in caso di furto o perdita del computer, non è possibile accedere ai dati.
È mantenuta principalmente da System76 e il codice sorgente è ospitato in un repository su GitHub. A differenza di molte altre distribuzioni di Linux, lo sviluppo non è guidato dalla comunità, sebbene i programmatori esterni possano leggere e modificare il codice sorgente, apportando i propri contributi. Si possono creare dei file immagine personalizzati e li si possono distribuire sotto un altro nome.
Rispetto a Ubuntu, Snap non è preinstallato mentre Flatpak è supportato nativamente.
Pop!_OS include un gestore di finestre affiancate (tiling window manager) che, se attivato, posiziona le finestre attive una accanto all'altra senza farle sovrapporre per migliorarne la visibilità.
| Requisiti   | CPU                    | Disco rigido | RAM  |
| ----------- | ---------------------- | ------------ | ---- |
| Minimi      | Architettura x86 64bit | 20 GB        | 4 GB |
| Consigliati | Architettura x86 64bit | 20 GB        | 8 GB |

## Tabella di rilascio
Pop!_OS si basa su Ubuntu di cui segue il ciclo di rilascio. I rilasci delle nuove versioni avvengono ogni sei mesi ad aprile e ottobre. Le release LTS (Long-term support) sono rilasciate ogni due anni, nel mese di aprile degli anni pari. Le versioni non LTS sono supportate per tre mesi dopo il rilascio della versione successiva mentre le versioni LTS sono supportate per cinque anni. A seguito del rilascio della versione di Pop!_OS 22.04, System76, ha tuttavia annunciato che salterà il rilascio della versione 22.10 per concentrare le proprie risorse nello sviluppo del proprio ambiente chiamato COSMIC e sviluppato in Rust.
| Versione | Data rilascio | Supportata fino a | Basata su        |
| --- | ------------- | ----------------- | ---------------- |
| 17.10 | 2017-10-27    | n/a               | Ubuntu 17.10     |
| 18.04 LTS | 2018-04-30    | 2023-04           | Ubuntu 18.04 LTS |
| 18.10 | 2018-10-19    | 2019-07           | Ubuntu 18.10     |
| 19.04 | 2019-04-20    | 2020-01           | Ubuntu 19.04     |
| 19.10 | 2019-10-19    | 2020-07           | Ubuntu 19.10     |
| 20.04 LTS | 2020-04-30    | 2025-04           | Ubuntu 20.04 LTS |
| 20.10 | 2020-10-23    | 2021-07           | Ubuntu 20.10     |
| 21.04 | 2021-06-29    | 2022-01-22        | Ubuntu 21.04     |
| 21.10 | 2021-12-14    | 2022-07           | Ubuntu 21.10     |
| 22.04 LTS | 2022-04-25    | Current Release   | Ubuntu 22.04 LTS |
| Legenda:Vecchia versioneVersione precedente ancora supportataVersione correnteUltima versione di anteprimaVersione futura |               |                   |                  |